# اویا آیدوغان
اویا آیدوغان (انگلیسی: Oya Aydoğan; ۱۰ فوریهٔ ۱۹۵۷ – ۱۵ مهٔ ۲۰۱۶) بازیگر، مدل (شخص)، مجری تلویزیون اهل ترکیه بود. که در ایران با آرزوی عروسک پارچه ای در نقش کولینا مشهور شد وی بین سال‌های ۱۹۷۲ تا ۲۰۱۵ میلادی فعالیت می‌کرد.